# Christian Heinrich Kindler

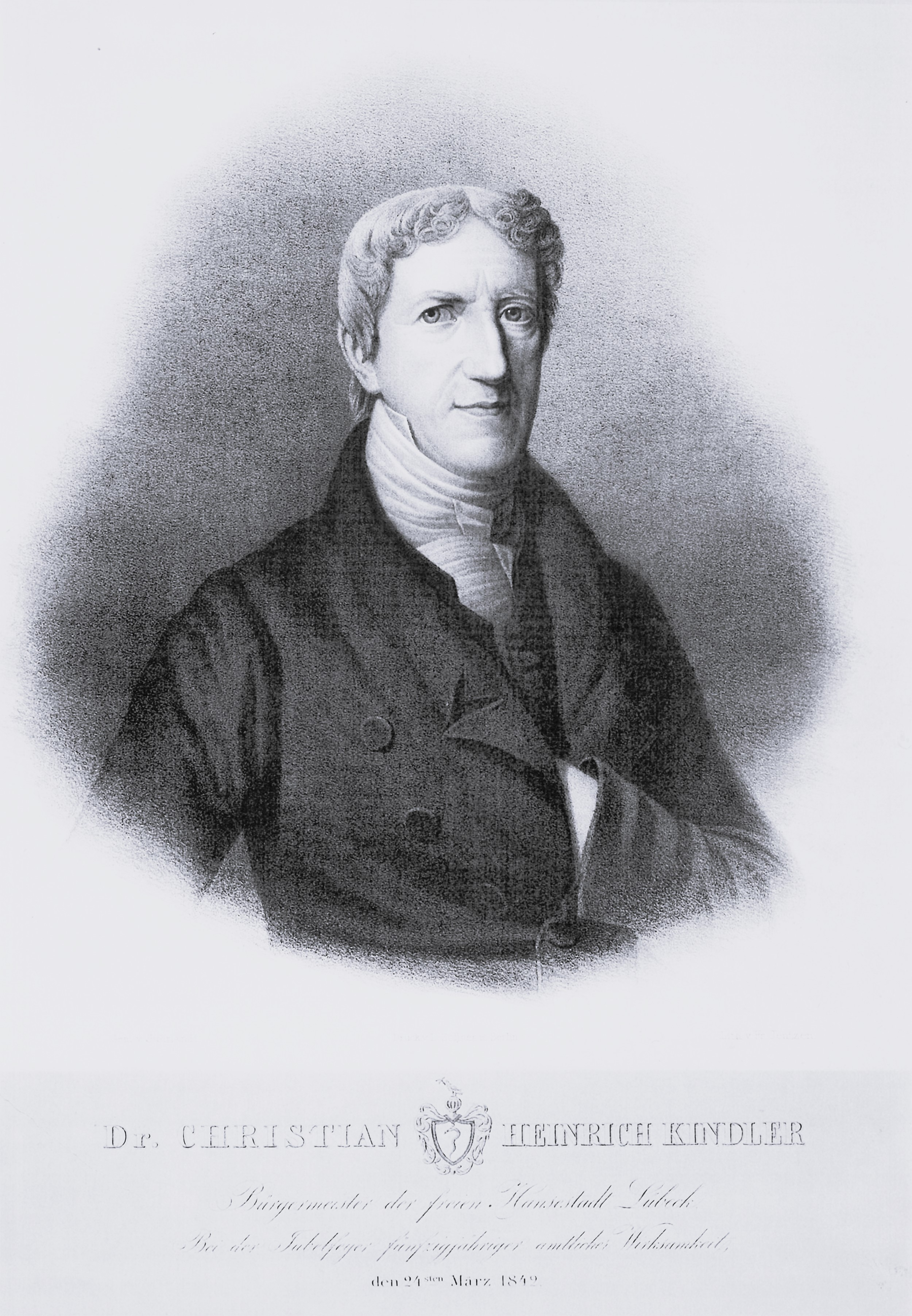
Christian Heinrich Kindler (1842)

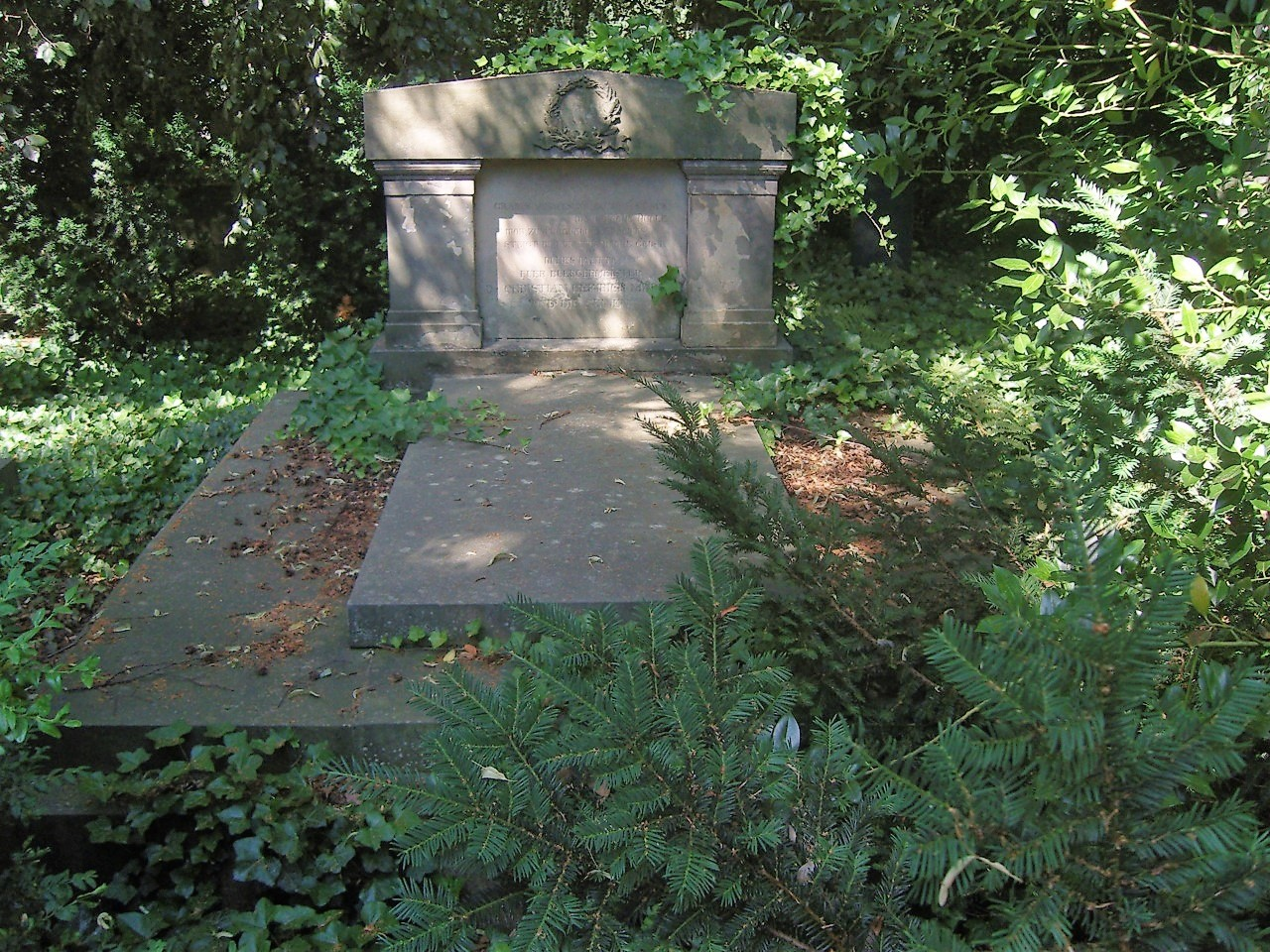
Familiengrabstätte Christian Heinrich Kindler (1762–1845), Bürgermeister Lübeck, St. Lorenz-Friedhof Lübeck, Foto 2013.

Christian Heinrich Kindler (* 28. August 1762 in Wismar; † 10. März 1845 in Lübeck) war ein deutscher Jurist und Bürgermeister der Hansestadt Lübeck.

## Leben
Christian Heinrich Kindler war ein Sohn von Johann Joachim Kindler, der in Wismar einen „offenen Laden“ als Gewürzhändler betrieb. Sein Großvater Johann Kindler war von 1695 bis 1723 Rektor der Großen Stadtschule zu Wismar.
Christian Heinrich Kindler studierte Rechtswissenschaften an den Universitäten Göttingen und Leipzig. Seit Studienzeiten war er ein Freund von Gustav Conrad Hugo.
Nach einer kurzen Tätigkeit als Auskultant am Wismarer Tribunal wurde er 1792 Niedergerichtsprokurator in Lübeck und 1803 Ratsherr. In der Lübecker Franzosenzeit wurde er 1811 Richter am französischen Tribunal. 1821 wurde er Bürgermeister.
Der Polyhistor Ernst Deecke widmete ihm 1842 zum 50-jährigen Jubiläum „der Berufswirksamkeit“ ein Schulprogramm des Katharineums mit einem Beitrag „von der ältesten Lübeckischen Ratslinie.“ Kindler erhielt dazu mit der Gedenkmünze Bene Merenti die höchste Auszeichnung des Lübeckischen Staates.
Die Lübecker Stadtbibliothek verwahrte ein von Søren Seidelin Winther († 1847) geschnittenes elfenbeinernes Porträtmedaillon Kindlers, das ihm die Vorsteher des Heiligen-Geist-Hospitals zum gleichen Anlass geschenkt hatten.
Seit dem 22. Juli 1800 war er verheiratet mit Dorothea Charlotte, geb. Meyersieck.
Seine Familiengrabstätte ist auf dem St.-Lorenz-Friedhof erhalten und trägt die Inschrift:
„GRABES VERWESUNG; DU TRIFFST NUR DIE IRDISCHE HÜLLE.
EMPOR, ZUM URQUELL DES LICHTS, STEIGT DER UNSTERBLICHE GEIST.
RUHESTAETTE FUER BUERGERMEISTER DR: CHRISTIAN HEINRICH KINDLER UND DIE SEINEN.“